# Villaflor (kommun)
Villaflor är en kommun i Spanien.   Den ligger i provinsen Provincia de Ávila och regionen Kastilien och Leon, i den centrala delen av landet, 110 km väster om huvudstaden Madrid. Antalet invånare är 134. Arean är 18,0 kvadratkilometer.
Terrängen i Villaflor är platt åt nordost, men åt sydväst är den kuperad.